# Hopfner HS-8/29
Hopfner HS-8/29 (někdy též označovaný jako H. S-829) byl sportovně-turistický a cvičný hornoplošník vyráběný rakouskou společností Hopfner na konci 20. let 20. století. Vylepšená verze dvoumístného výcvikového / sportovního Hopfner HS-5/28 byla vyráběna pod označením HS-8/29. Tento letoun byl vybavován i sedmiválcovými vzduchem chlazenými hvězdicovými motory Walter NZ-85 a Walter Venus.

## Vznik a vývoj
Tento letoun byl modernizovanou verzí svého předchůdce, typu Hopfner HS-5/28. První prototyp používal stejný motor Walter NZ-85 (1926), jaký byl použit u HS-5/28 resp. u modernizované varianty HS-5/28s. Později byl tento motor nahrazen nástupcem motoru NZ-85, sedmiválcovým vzduchem chlazeným hvězdicovým motorem Walter Venus (1929). Na tomto letounu se rovněž objevily německé motory Siemens Sh 14 a anglický de Havilland Gipsy III.
Prototyp letounu s imatrikulací A-72, vybavený motorem Walter NZ-85, vzlétl poprvé v roce 1929. Po úspěšných zkouškách byla vyrobena malá šarže pěti letadel, které byly vybaveny motorem Siemens Sh 14 o výkonu 110 koní. V roce 1930 byla objednána další šarže 9 letadel. V roce 1932 byla postavena modernizovaná verze letounu HS-8/32 (A-130) s řadovým motorem de Havilland Gipsy III o výkonu 120 koní. Jediný vyrobený letoun této verze létal v rakouském Aero Clubu až do února 1935.

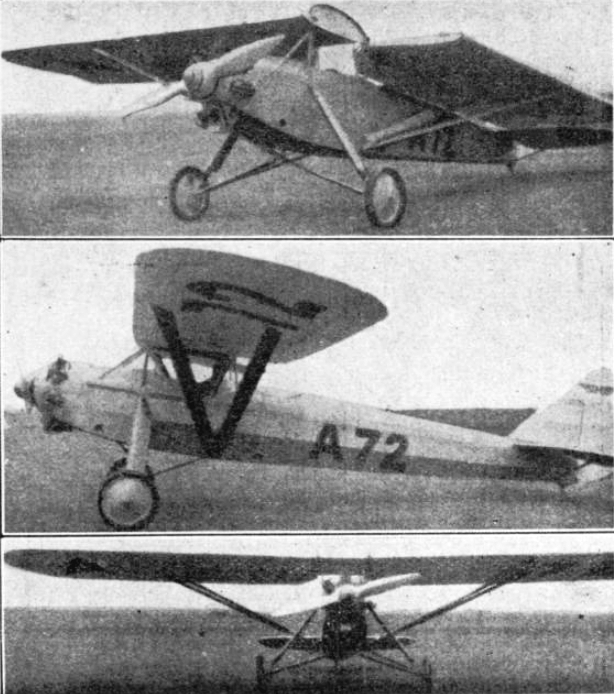
Hopfner HS-8/29(1929)

## Popis letounu
Byl to konvenční hornoplošník typu parasol pro dvoučlennou posádku v tandemových otevřených kokpitech se zdvojeným řízením. Konstrukce letounu byla smíšená — křídlo a ocasní plochy byly ze dřeva s kovovým vyztužením. Křídlo mělo dva dřevěné, skříňové nosníky s kovovým vyztužením a žebra z dýhy s přírubami ze smrkového dřeva. Trup, podvozek, kormidlo a křídlové vzpěry byly z ocelových trubek. Trup obdélníkového průřezu. Potah vesměs plátěný. Vzpěrový baldachýn z trubek nesl centrální část křídla s nádrží pohonných hmot (z mosazného plechu) o objemu 140 l. Konstrukce svislé ocasní plochy, výškového a směrového kormidla byla kombinována z ocelových a duralových trubek. Vodorovná ocasní plocha byla vyrobena stejně jako křídlo ze dřeva a byla pokryta překližkou s plátěným potahem.
Motor od kokpitu oddělovala protipožární stěna. Motorové lože bylo vyrobeno z nýtovaných plechů a k trupu bylo připojeno pomocí čtyř šroubových čepů. Pevný beznápravový dělený podvozek se širokým rozchodem kol a s gumovými tlumiči nárazů. Ocelová trubková ostruha měla možnost stranového pohybu. Ostruha měla i možnost připojení transportního kolečka přes ložisko.
Hlavní předností letounu HS-8/29 oproti jeho předchůdci byla jednoduše sklopitelná křídla, jednoduchá montáž/demontáž motoru a jednotlivých částí draku.

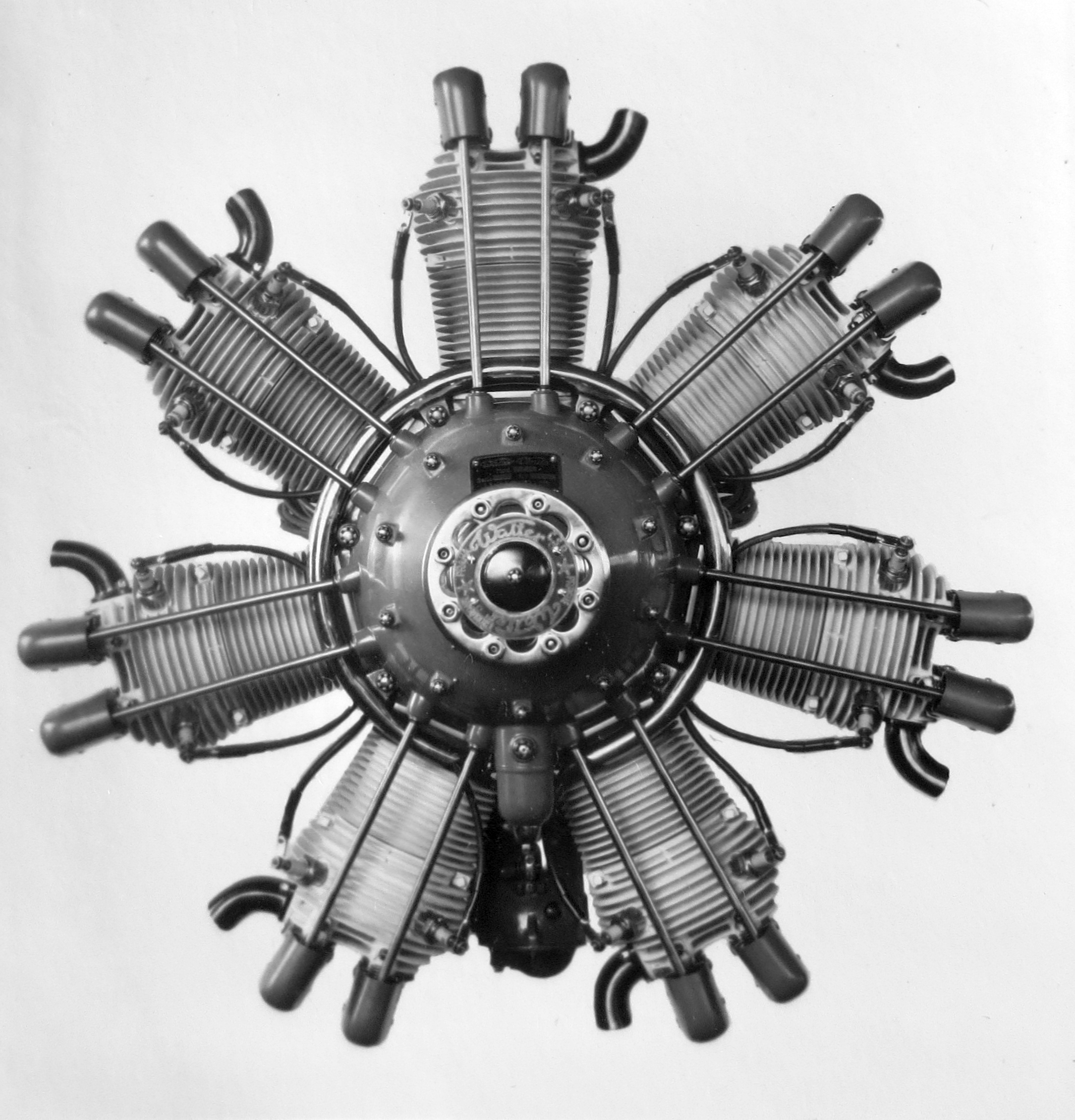
Walter Venus (1929)

## Použití
Tento letoun byl především provozován v zemi svého původu tj. v Rakousku. Rakousko jako poražený stát v první světové válce mělo mírovou smlouvou zakázáno mít vojenské letectvo. Výcvik pilotů byl prováděn v soukromých leteckých školách, které byly určitou formou podporovány státem. Koncem 20. let byly takové školy OLAG celkem čtyři. A sice letecká škola rakouského Fliegerverbandu ve Vídni (letiště Aspern), pilotní škola štýrského Fliegervereinu ve Štýrském Hradci (na letišti Thalerhofu), škola tyrolského Fliegerverbandu v Innsbrucku (letiště Reichenau) a solnohradská Österreichische Fliegerschule (letiště Maxglan). Veškerá letadla provozovaná v Rakousku musela být tedy pouze civilní, což byla v podstatě kamufláž pro minimálně polovojenské letectvo. Stejně tak postupovalo např. Německo, Bulharsko a Maďarsko.
Postupně bylo do rakouského leteckého rejstříku (1929–32) zaneseno 12 letounů s imatrikulacemi A-49, A-60, A-72, A-81, A-83, A-86, A-87, A-88, A-93, A-108, A-128 a A-130. Hlavním uživatelem byla letecká škola OLAG (Osterreichische Luftverkehrs AG, Rakouský letecký provoz a.s.). Letoun Hopfner HV 4/28 (A-49), používaný Theodorem Hopfnerem, byl později přestavěn na model HV 8/29 a prodán do Německa Maxi Olbrichovi, kde létal s imatrikulací D-ODDH. Po obsazení Rakouska Německem (Anšlus 1938) byl přemístěn do Erdingu v Bavorsku a používán na náhradní díly.
S letounem HS-8/29 bylo zaznamenáno i několik leteckých havárií. Jedna si se odehrála 28. 3. 1934, když letoun imatrikulace A-83 byl poškozen během vynuceného přistání na vodě. Druhá nehoda se stala ve Vídeňském Novém Městě 31. 3. 1935. Letoun byl poškozen při přistání. Obě tyto nehody se obešly bez zranění.

## Uživatelé
- Rakousko
  - OLAG Fliegerschule (letecká škola)
  - soukromí vlastníci (např. Alois Swoboda, dr. August Raft-Marwill)
  - rakouské aerokluby (Tilag Fliegerschule, Graz) a společnosti (Vaterland Verkehrsfl. V)
- Německá říše (jeden letoun)

## Specifikace
Údaje dle

### Technické údaje
- Osádka: 2 (pilot, cestující)
- Rozpětí: 11,26 m
- Délka: 7,70 m
- Výška: 2,40 m
- Nosná plocha: 18,00 m2
- Plošné zatížení: 41,7 kg/m2
- Hmotnost prázdného letadla: 480 kg
- Vzletová hmotnost: 780 kg
- Pohonná jednotka:
  - hvězdicový vzduchem chlazený sedmiválcový motor Walter NZ-85 s nominálním výkonem 85 k (62,5 kW) při 1400 ot/min
  - hvězdicový vzduchem chlazený sedmiválcový motor Walter Venus s nominálním výkonem 110 k (82 kW) při 1750 ot/min
  - hvězdicový vzduchem chlazený sedmiválcový motor Siemens Sh 14 (Siemens & Halske) o výkonu 110 k (82 kW).
  - řadový vzduchem chlazený čtyřválcový motor de Havilland Gipsy III o výkonu 120 koní (90 kW) při 2 300 ot/min
- Vrtule: pevná dřevěná vrtule

### Výkony
- Maximální rychlost: 175 km/h
- Cestovní rychlost: 155 km/h
- Přistávací rychlost: 65 km/h
- Praktický dostup: 4000 m
- Dolet: 600 km
- Stoupavost: do 1000 m za 7 min. 30 s.